# Ibtihaj Muhammad
Ibtihaj Muhammad (Maplewood, 4 december 1985) is een Amerikaans schermster. Ze vertegenwoordigde in 2016 haar vaderland op de Olympische Zomerspelen in Rio de Janeiro. Als eerste Amerikaanse moslima droeg ze tijdens de olympische wedstrijden een hidjab. De Amerikaanse atlete Sarah Attar deed dit vier jaar eerder ook al, alleen vertegenwoordigde zij toen Saoedi-Arabië, het geboorteland van haar vader. Muhammad kreeg in 2017 een Barbiepop naar haar vernoemd.

## Biografie
Ibtihaj Muhammad, een dochter van bekeerde Amerikaanse moslims, begon met schermen op advies van haar ouders. In overeenstemming met hun opvattingen over hoe een moslima gekleed hoort te zijn, zochten ze een sport voor hun dochter waarbij zij volledig bedekt kon zijn en tevens een hidjab kon dragen. Het werd dus schermen en de dertienjarige Muhammad werd op haar middelbare school lid van het schoolschermteam. In 2002 sloot ze zich aan bij de Peter Westbrook Foundation, een non-profitstichting opgericht door voormalig schermer Peter Westbrook die deze sport gebruikt om minderbedeelde jongeren te helpen. Muhammad werd toegelaten tot het exclusieve trainingsprogramma en sindsdien gecoacht door oud-olympiër Akhi Spencer-El.
In 2007 studeerde Muhammad af aan de Duke-universiteit met een academische graad in zowel internationale betrekkingen als in Afrikaanse en Afro-Amerikaanse studies. Ze is sinds 2010 een lid van het Amerikaanse nationale schermteam en won met dit team viermaal brons en eenmaal goud bij de wereldkampioenschappen. Daarnaast werd het Amerikaanse team twee keer Pan-Amerikaans kampioen (2011, 2015). In 2016 nam ze deel aan de Olympische Zomerspelen in Rio de Janeiro. Individueel werd ze twaalfde, met het team won ze olympisch brons. Als eerste Amerikaanse moslima droeg ze hierbij een hidjab en won ermee een medaille.
Muhammad lanceerde in 2014 met haar broers en zussen een eigen kledinglijn genaamd Louella, naar eigen zeggen omdat ze nooit leuke, kuise en betaalbare kleding voor moslima's kon vinden. Speelgoedfabrikant Mattel eerde in november 2017 de strijd van Muhammad voor vrouwenrechten en vrijheid van geloofsovertuiging door een Barbiepop met een hidjab voor haar te ontwikkelen.

## Erelijst
- Olympische Spelen
  - 2016: 12e - sabel individueel
  - 2016:  - sabel team

- Wereldkampioenschappen
  - 2011:  - sabel team
  - 2012:  - sabel team
  - 2013:  - sabel team
  - 2014:  - sabel team
  - 2015:  - sabel team

- Pan-Amerikaanse Spelen
  - 2011:  - sabel team
  - 2015:  - sabel team

- Bibsys: 1614124828259
- Gemeinsame Normdatei: 114768569X
- International Standard Name Identifier: 0000 0004 9566 6162
- Library of Congress Control Number: n2016070296
- Bibliotheek van het Japanse parlement: 001348765
- Virtual International Authority File: 419148451593715970001
- WorldCat: E39PBJcgrYfDVXxkJHgX6hqqQq